# Prix Euler du livre
Le prix Euler du livre, dont le nom est un hommage au mathématicien et physicien suisse Leonhard Euler, est remis chaque année par la Mathematical Association of America (MAA) à un ouvrage de vulgarisation auprès du grand public dans le domaine des mathématiques.
Le prix a été fondé en 2005 grâce à la générosité du mathématicien Paul Halmos et son épouse. Il a été décerné pour la première fois en 2007 pour honorer le 300e anniversaire de la naissance d'Euler.

## Liste des lauréats
- 2024: Sarah B. Hart, Once Upon a Prime: The Wondrous Connections Between Mathematics and Literature. New York: Macmillan, 2023
- 2023: Susan D'Agostino, How to Free Your Inner Mathematician: Notes on Mathematics and Life, United Kingdom: Oxford University Press (2020)[1]
- 2022: Allison Henrich, Emille D. Lawrence (en), Matthew Pons et David Taylor, eds., Living Proof: Stories of Resilience Along the Mathematical Journey, MAA and AMS (2019)[2].
- 2021: Francis Su et Christopher Jackson, Mathematics for Human Flourishing, Yale University Press (2020)[3]
- 2020 : Tim Chartier, Math Bytes: Google Bombs, Chocolate-Covered Pi, and Other Cool Bits in Computing, Princeton University Press (2014)[4]
- 2019: (en) Cathy O'Neil, Weapons of Math Destruction, Crown, 2016[5]
- 2018: (en) Matt Parker, Things to Make and Do in the Fourth Dimension, Farrar, Straus and Giroux, 2014
- 2017: (en) Ian Stewart, In Pursuit of the Unknown : 17 Equations That Changed the World, New York, Basic Books, 2012 (ISBN 978-0-465-08598-9)[6].
- 2016: (en) Jordan Ellenberg, How Not to Be Wrong : The Power of Mathematical Thinking, New York, The Penguin Press, 2014, 480 p. (ISBN 978-0-14-312753-6, lire en ligne)[7].
- 2015: Edward Frenkel (trad. de l'anglais par Olivier Courcelle), Amour et maths, Paris, Flammarion, 2015, 364 p. (ISBN 978-2-08-134419-8, lire en ligne)[8].
- 2014: (en) Steven Strogatz, The Joy of x : A Guided Tour of Math, from One to Infinity, Eamon Dolan / Houghton Mifflin Harcourt, 2012, 316 p. (ISBN 978-0-547-51765-0, lire en ligne)[9].
- 2013: (en) Persi Diaconis et Ronald Graham, Magical Mathematics : Revealing the Secrets behind Great Card Tricks of the World, Princeton University Press, 2011, 244 p. (ISBN 978-0-691-15164-9, lire en ligne).
- 2012: (en) Daina Taimiņa, Crocheting Adventures with Hyperbolic Planes, A K Peters/CRC Press, 2009, 148 p. (ISBN 978-1-56881-452-0)[10].
- 2011: (en) Timothy Gowers, The Princeton Companion to Mathematics, Princeton, Princeton University Press, 2008, 1034 p. (ISBN 978-0-691-11880-2, lire en ligne)[11]
- 2010: (en) David S. Richeson (en), Euler's Gem : The Polyhedron Formula and the Birth of Topology, Princeton, Princeton University Press, 2008, 317 p. (ISBN 978-0-691-12677-7, lire en ligne)
- 2009: (en) Siobhan Roberts, King of Infinite Space : Donald Coxeter, the Man Who Saved Geometry, Walker Books, 2006, 399 p. (ISBN 978-0-88784-201-6).
- 2008: (en) Ben Yandell (en), The Honors Class : Hilbert's Problems and Their Solvers, A K Peters/CRC Press, 2001, 506 p. (ISBN 978-1-56881-216-8).
- 2007: (en) John Derbyshire(en), Prime Obsession : Bernhard Riemann and the Greatest Unsolved Problem in Mathematics, Joseph Henry Press, 2003, 446 p. (ISBN 978-0-309-14125-3, lire en ligne)[12].